# سيراتيوم
السيراتيوم حيوان بحري ميكروسكوبي هائم دقيق يتراوح طوله بين 60 – 110 ميكرون. وهو يعتبر من مجموعة الهائمات المهمة في البيئة البحرية والتي تمثل الحلقة الأولى في سلسلة الهرم الغذائي للكائنات البحرية.
جسم الحيوان محاط بواسطة جليد سميك من السليولوز يعرف بالدرع lorica، وهي تتكون من العديد من الصفائح المتلاصقة. كما أن هناك شوكة مدرّعة واحدة قمية apical spine واثنتان إلى أربعة شوكات جانبية lateral spines . ولحيوان سيراتيوم سوطين أحدها مستعرض annular flagellum يجري في شق مستعرض دائري حول الحيوان يعرف بالحلقة annulusأو الحزام الذي يحيط بجسم الحيوان ويستطيع أن يضرب بحركة حلزونية، والآخر سوط طوليsulcal flagellum يجري في شق طولي يعرف بالأخدود sulcus ويضرب على هيئة موجات. تتميز الكتلة البروتوبلازمية لسيراتيوم إلى طبقتين اكتوبلازم واندوبلازم. والأخيرة والتي بدورها تحتوي على النواة وبمركزها جسم مركزي وبلاستيدة (حاملات الألوان) وقطرات زيتية وبعض الدياتومات والبكتريا. جدير بالذكر أن السيراتيوم يتغذى تغذية نباتية holophytic. يستطيع سيراتيوم التحوصل تحت الظروف البيئية المعاكسة كنوع من الحماية. يتكاثر عادة لا جنسياً بالانقسام المتعدد، ويمكن حدوث تكاثر جنسي تحت الظروف المعاكسة.ً